# پایگاه نیروی هوایی لوک
پایگاه نیروی هوایی لوک (به انگلیسی: Luke Air Force Base) یک فرودگاه پایگاه نیروی هوایی است . این فرودگاه در کشور ایالات متحده آمریکا قرار دارد .

## نگارخانه

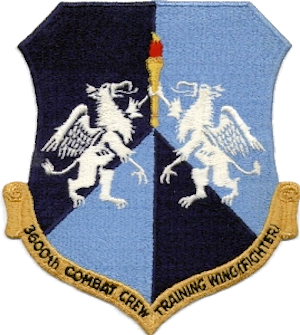
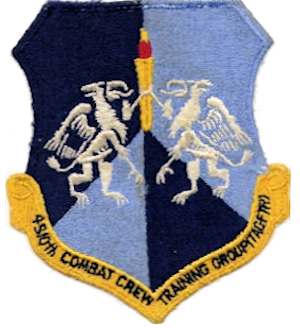
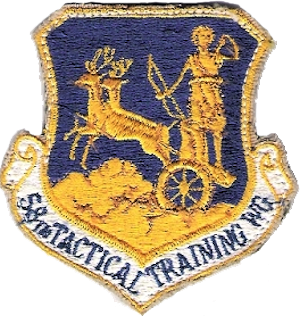
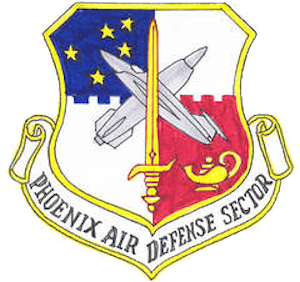
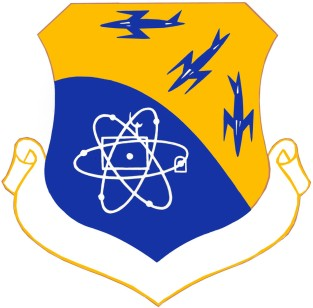
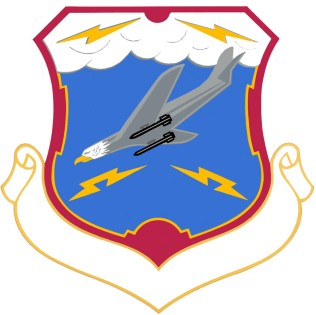
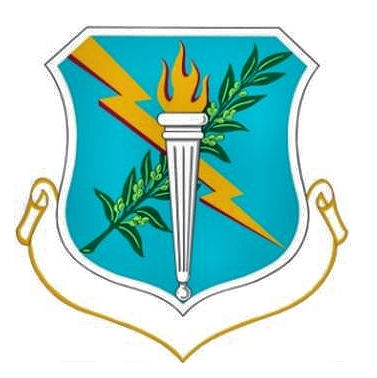
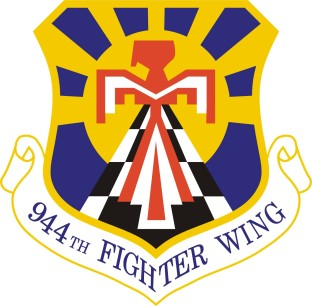